# 郭承录
郭承录（1962年8月—），甘肃永昌人。1980年10月参加工作。中国人民大学农经管理专业毕业。中华人民共和国政治人物。

## 生平
郭承录早年在中国人民大学农经管理专业学习。2000年12月，任甘肃省人民政府办公厅农林处处长。
2002年2月，任中共武威市委秘书长；2002年11月，升任中共武威市委常委、秘书长。2005年7月，转任中共武威市委常委、常务副市长。2008年5月，任中共武威市委副书记、市人民政府代市长，同年8月转正。2011年9月，任甘肃省工商行政管理局局长。2017年5月，任中共平凉市委书记，直到2021年7月卸任。
2018年，郭承录首次当选为甘肃省政协副主席，并于2023年1月18日连任。